# 約翰·斯帕克斯
約翰·斯帕克斯（英文：John Sparks，1843年8月30日—1908年5月22日，暱稱「誠實約翰」Honest John）曾連續兩度擔任美國內華達州州長。正如他的上一任州長萊恩霍爾德·薩德勒（Reinhold Sadler），斯帕克斯在當州長前也是牧牛人。他攀上政治權力的高峰也標誌著內華達州採礦業的衰落，大農場的興起。
約翰·斯帕克斯在1843年生於美國密西西比州溫斯頓縣。